# Slagter Munch
Slagter Munch er en slagterbutik i Skagen. Den blev etableret i 1905, og drives i dag af tredje generation af familien fra samme adresse. Forretningen er to gange blevet kåret til Danmarks bedste slagterbutik.
I 2016 blev slagteren en del af Danish Crown.